# Georges Henri Halphen
Georges Henri Halphen, född 30 oktober 1844 i Rouen, död 23 maj 1889 i Versailles, var en fransk matematiker.
Halpen var officer och en tid anställd vid École polytechnique men återvände sedan till sin militärtjänst. Han intresserade sig mest för en viss gren av den nyare geometrin, så kallad antalgeometri, där man genom allmänna betraktelser över ekvationer härleder vissa egenskaper hos kurvor och ytor. I samband med detta har Halphen även företagit en klassifikation av de algebraiska rymdkurvorna. Berlinakademien förlänade honom Steinerska priset 1880 och Franska vetenskapsakademien Ponceletpriset 1883.